# Polo Montañez
Polo Montañez (eigentlich Fernando Borrego Linares) (* 5. Juni 1955 in El Brujito, Provinz Pinar del Río, Kuba; † 26. November 2002 in Pinar del Río, Kuba) war ein kubanischer Songschreiber und Sänger.
Polo Montañez wurde in El Brujito in der Provinz Pinar del Río, einem Ort ca. 60 km von Havanna, geboren. Schon im Alter von zehn Jahren spielte er in der Band seines Vaters Congas. Sein Spitzname war Little Wizard. 1971 zog seine Familie nach Las Terrazas um. Er arbeitete dort tagsüber als Holzfäller und Traktorfahrer. Nachts sang er mit seinen sechs Geschwistern in Bars. Erst 1999 entdeckt, feierte er seinen größten Erfolg im März 2000 mit dem CD-Erstling Guajiro Natural (der „wahre Bauer“) und dem Lied Un montón de Estrellas.
Am 26. November 2002 starb Polo Montañez im Alter von 47 Jahren an den Folgen eines Verkehrsunfalls in Pinar del Río.